# Градиент

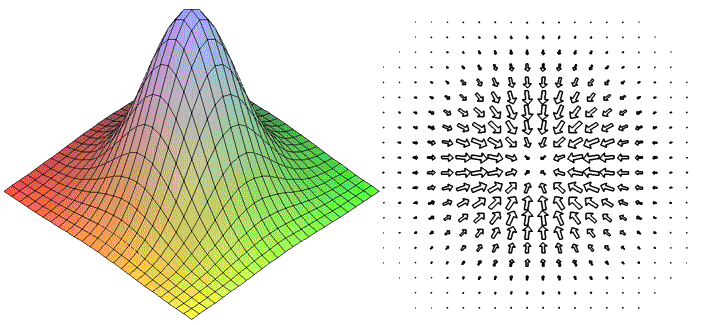
Оператор градиента преобразует холм (слева), если смотреть на него сверху, в поле векторов (справа). Видно, что векторы направлены «в горку» и чем они длиннее, тем круче наклон

Градие́нт (от лат. gradiens — «шагающий, растущий»)  — вектор, своим направлением указывающий направление наискорейшего роста некоторой скалярной величины {\displaystyle \varphi } (значение которой меняется от одной точки пространства к другой, образуя скалярное поле). Этот вектор ортогонален изоповерхности {\displaystyle \varphi =} const. 
Градиент поля {\displaystyle \varphi } обозначается: {\displaystyle \mathrm {grad} \ \varphi }. По величине (модулю) градиент равен скорости роста величины {\displaystyle \varphi } в направлении вектора. Например, если взять в качестве {\displaystyle \varphi } высоту поверхности земли над уровнем моря, то её градиент в каждой точке поверхности будет показывать «направление самого крутого подъёма», а своей величиной характеризовать крутизну склона.
Пространство, на котором определена функция и её градиент, может быть, вообще говоря, как обычным трёхмерным пространством, так и пространством любой другой размерности.
Термин впервые появился в метеорологии для исследования изменений температуры и давления атмосферы, а в математику был введён Максвеллом в 1873 году; обозначение {\displaystyle \mathrm {grad} } тоже предложил Максвелл. Наряду со стандартным обозначением {\displaystyle (\mathrm {grad} \,\varphi )} часто используется компактная запись с использованием оператора набла: {\displaystyle \nabla \varphi .}

## Иллюстрация применения

Градиент 2D функции отображен на графике в виде синих стрелок

Пусть температура в комнате задана с помощью скалярного поля {\displaystyle T}, не изменяющегося с течением времени, таким образом, что в каждой точке с координатами {\displaystyle x}, {\displaystyle y}, {\displaystyle z} температура равняется {\displaystyle T(x,y,z)}. В каждой точке комнаты градиент функции {\displaystyle T} будет показывать направление, перпендикулярное изотермической поверхности, в котором температура возрастает быстрее всего. Величина градиента определяет, насколько быстро температура возрастает в данном направлении.

## Определение и вычисление
Для случая трёхмерного пространства градиентом дифференцируемой в некоторой области
скалярной функции {\displaystyle \varphi =\varphi (x,y,z)} координат {\displaystyle x}, {\displaystyle y}, {\displaystyle z} называется векторная функция с компонентами
{\displaystyle {\frac {\partial \varphi }{\partial x}},{\frac {\partial \varphi }{\partial y}},{\frac {\partial \varphi }{\partial z}}.}
Или, использовав для единичных векторов по осям прямоугольных декартовых координат {\displaystyle {\vec {e}}_{x},{\vec {e}}_{y},{\vec {e}}_{z}}:
{\displaystyle \mathrm {grad} \,\varphi =\nabla \varphi ={\frac {\partial \varphi }{\partial x}}{\vec {e}}_{x}+{\frac {\partial \varphi }{\partial y}}{\vec {e}}_{y}+{\frac {\partial \varphi }{\partial z}}{\vec {e}}_{z}.}
Если {\displaystyle \varphi } — функция {\displaystyle n} переменных {\displaystyle x_{1},\;\ldots ,\;x_{n}}, то её градиентом называется {\displaystyle n}-мерный вектор
{\displaystyle \left({\frac {\partial \varphi }{\partial x_{1}}},\;\ldots ,\;{\frac {\partial \varphi }{\partial x_{n}}}\right),}
компоненты которого равны частным производным {\displaystyle \varphi } по всем её аргументам.
- Размерность вектора градиента определяется, таким образом, размерностью пространства (или многообразия), на котором задано скалярное поле, о градиенте которого идёт речь.
- Оператором градиента называется оператор, действие которого на скалярную функцию (поле) даёт её градиент. Этот оператор иногда коротко называют просто «градиентом».

Смысл градиента любой скалярной функции {\displaystyle f} в том, что его скалярное произведение с бесконечно малым вектором перемещения {\displaystyle d\mathbf {x} } даёт полный дифференциал этой функции при соответствующем изменении координат в пространстве, на котором определена {\displaystyle f}, то есть линейную (в случае общего положения она же главная) часть изменения {\displaystyle f} при смещении на {\displaystyle d\mathbf {x} }. Применяя одну и ту же букву для обозначения функции от вектора и соответствующей функции от его координат, можно написать:
{\displaystyle df={\frac {\partial f}{\partial x_{1}}}\,dx_{1}+{\frac {\partial f}{\partial x_{2}}}\,dx_{2}+{\frac {\partial f}{\partial x_{3}}}\,dx_{3}+\ldots =\sum _{i}{\frac {\partial f}{\partial x_{i}}}\,dx_{i}=(\mathrm {grad} \,\mathbf {f} \cdot d\mathbf {x} ).}
Поскольку формула полного дифференциала не зависит от вида координат {\displaystyle x_{i}}, полученный дифференциал является инвариантом, то есть скаляром, при любых преобразованиях координат, а поскольку {\displaystyle d\mathbf {x} } — это вектор, градиент, вычисленный обычным образом, оказывается ковариантным вектором, то есть вектором, представленным в дуальном базисе, какой только и может дать скаляр при простом суммировании произведений координат обычного (контравариантного), то есть вектором, записанным в обычном базисе. Таким образом, выражение (вообще говоря — для произвольных криволинейных координат) может быть вполне правильно и инвариантно записано как:
{\displaystyle df=\sum _{i}(\partial _{i}f)\,dx^{i}}
или, опуская по правилу Эйнштейна знак суммы,
{\displaystyle df=(\partial _{i}f)\,dx^{i}}
(в ортонормированном базисе мы можем писать все индексы нижними, как мы и делали выше).
Однако градиент оказывается настоящим ковариантным вектором в любых криволинейных координатах.
Используя интегральную теорему
{\displaystyle \iiint \limits _{V}\nabla \varphi \,dV=\iint \limits _{S}\varphi \,d\mathbf {s} },
градиент можно выразить в интегральной форме:
{\displaystyle \nabla \varphi =\lim \limits _{V\to 0}{\frac {1}{V}}\left(\iint \limits _{S}\varphi \,d\mathbf {s} \right),}
здесь {\displaystyle {\it {S}}} — замкнутая поверхность охватывающая объём {\displaystyle {\it {{V},d\mathbf {s} }}} — нормальный элемент этой поверхности.

## Пример
Например, градиент функции {\displaystyle \varphi (x,\;y,\;z)=2x+3y^{2}-\sin z} будет представлять собой:
{\displaystyle \nabla \varphi =\left({\frac {\partial \varphi }{\partial x}},\;{\frac {\partial \varphi }{\partial y}},\;{\frac {\partial \varphi }{\partial z}}\right)=(2,\;6y,\;-\cos z).}

## Некоторые применения

### Геометрический смысл
Рассмотрим семейство линий уровня функции {\displaystyle \varphi }:
{\displaystyle \gamma (h)=\{(x_{1},\;\ldots ,\;x_{n})\mid \varphi (x_{1},\;\ldots ,\;x_{n})=h\}.}
Нетрудно показать, что градиент функции {\displaystyle \varphi } в точке {\displaystyle {\vec {x}}{\,}^{0}} перпендикулярен её линии уровня, проходящей через эту точку. Модуль градиента показывает максимальную скорость изменения функции в окрестности {\displaystyle {\vec {x}}{\,}^{0}}, то есть частоту линий уровня. Например, линии уровня высоты изображаются на топографических картах, при этом модуль градиента показывает крутизну спуска или подъёма в данной точке.

### В физике
В различных отраслях физики используется понятие градиента различных физических полей.
Например, напряжённость электростатического поля есть антиградиент электростатического потенциала:
{\displaystyle {\vec {E}}=-\nabla \varphi };
напряжённость гравитационного поля (ускорение свободного падения) в классической теории гравитации есть минус градиент гравитационного потенциала:
{\displaystyle {\vec {E}}_{gr}=-\nabla \varphi _{gr}}.
Консервативная сила в классической механике есть антиградиент потенциальной энергии:
{\displaystyle {\vec {F}}=-\nabla U_{p}}.
Диффузионный поток, согласно первому закону Фика, пропорционален градиенту концентрации вещества:
{\displaystyle {\vec {J}}=-D\nabla C},
где {\displaystyle D} — коэффициент диффузии.
Направление вектора {\displaystyle {\vec {E}}}, {\displaystyle {\vec {E}}_{gr}}, {\displaystyle {\vec {F}}}, {\displaystyle {\vec {J}}} перпендикулярно поверхности постоянной величины {\displaystyle \varphi =} const, {\displaystyle \varphi _{gr}=} const, {\displaystyle U_{p}=} const и {\displaystyle C=} const, соответственно.

### В других естественных науках
Понятие градиента находит применение не только в физике, но и в смежных и даже сравнительно далёких от физики науках (иногда это применение носит количественный, а иногда и просто качественный характер).
Например, градиент концентрации — нарастание или уменьшение по какому-либо направлению концентрации растворённого вещества, градиент температуры — увеличение или уменьшение по какому-то направлению температуры среды и т. д.
Градиент таких величин может быть вызван различными причинами, например, механическим препятствием, действием электромагнитных, гравитационных или других полей или различием в растворяющей способности граничащих фаз.

### В экономике
В экономической теории понятие градиента используется для обоснования некоторых выводов и для оптимизации. В частности, используемые для нахождения оптимума потребителя метод множителей Лагранжа и условия Куна — Таккера (позаимствованные из естественных наук) основаны на сопоставлении градиентов функции полезности и функции бюджетного ограничения.

## Связь с производной по направлению
Используя правило дифференцирования сложной функции, нетрудно показать, что
производная функции {\displaystyle \varphi } по направлению {\displaystyle {\vec {e}}=(e_{1},\;\ldots ,\;e_{n})} равняется скалярному произведению градиента {\displaystyle \varphi } на единичный вектор {\displaystyle {\vec {e}}}:
{\displaystyle {\frac {\partial \varphi }{\partial {\vec {e}}}}={\frac {\partial \varphi }{\partial x_{1}}}e_{1}+\ldots +{\frac {\partial \varphi }{\partial x_{n}}}e_{n}=(\nabla \varphi ,\;{\vec {e}}).}
Таким образом, для вычисления производной скалярной функции векторного аргумента по любому направлению достаточно знать
градиент функции, то есть вектор, компоненты которого являются её частными производными.

## Градиент в ортогональных криволинейных координатах
{\displaystyle \operatorname {grad} \,U(q_{1},\;q_{2},\;q_{3})={\frac {1}{H_{1}}}{\frac {\partial U}{\partial q_{1}}}{\vec {e}}_{1}+{\frac {1}{H_{2}}}{\frac {\partial U}{\partial q_{2}}}{\vec {e}}_{2}+{\frac {1}{H_{3}}}{\frac {\partial U}{\partial q_{3}}}{\vec {e}}_{3},}
где {\displaystyle H_{i}} — коэффициенты Ламе.

### Полярные координаты (на плоскости)
Коэффициенты Ламе:
{\displaystyle {\begin{matrix}H_{1}=1\\H_{2}=r\end{matrix}}.}
Отсюда:
{\displaystyle \operatorname {grad} \,U(r,\;\theta )={\frac {\partial U}{\partial r}}{\vec {e_{r}}}+{\frac {1}{r}}{\frac {\partial U}{\partial \theta }}{\vec {e_{\theta }}}.}

### Цилиндрические координаты
Коэффициенты Ламе:
{\displaystyle {\begin{matrix}H_{1}=1\\H_{2}=r\\H_{3}=1\end{matrix}}.}
Отсюда:
{\displaystyle \operatorname {grad} \,U(r,\;\theta ,\;z)={\frac {\partial U}{\partial r}}{\vec {e_{r}}}+{\frac {1}{r}}{\frac {\partial U}{\partial \theta }}{\vec {e_{\theta }}}+{\frac {\partial U}{\partial z}}{\vec {e_{z}}}.}

### Сферические координаты
Коэффициенты Ламе:
{\displaystyle {\begin{matrix}H_{1}=1\;\;\;\;\;\;\\H_{2}=r\;\;\;\;\;\;\\H_{3}=r\sin {\theta }\end{matrix}}.}
Отсюда:
{\displaystyle \operatorname {grad} \,U(r,\;\theta ,\;\varphi )={\frac {\partial U}{\partial r}}{\vec {e_{r}}}+{\frac {1}{r}}{\frac {\partial U}{\partial \theta }}{\vec {e_{\theta }}}+{\frac {1}{r\sin {\theta }}}{\frac {\partial U}{\partial \varphi }}{\vec {e_{\varphi }}}.}

## Вариации и обобщения
Пусть {\displaystyle u\colon X\to Y} — отображение между метрическими пространствами. Борелева функция {\displaystyle \rho \colon X\to \mathbb {R} } называется верхним градиентом {\displaystyle u} если следующее неравенство
{\displaystyle |u(p)-u(q)|_{Y}\leq \int \limits _{\gamma }\rho }
выполняется для произвольной спрямляемой кривой {\displaystyle \gamma }, соединяющей {\displaystyle p} и {\displaystyle q} в {\displaystyle X}.